# Penisola di Schmidt
La penisola di Schmidt (in russo полуостров Шмидта) è la punta settentrionale dell'isola di Sachalin e si trova nel mare di Ochotsk, in Russia. Appartiene all'Ochinskij rajon, nell'Oblast' di Sachalin (Circondario federale dell'Estremo Oriente).

## Geografia
La penisola è lunga circa 50 km. Il punto più settentrionale della penisola è capo Elizaveta (мыс Елизаветы), che assieme a capo Maria (мыс Марии) delimitano il golfo Severnyj (залив Северный) a nord della penisola. Sul suo territorio ci sono molte paludi, boschi di larici e abeti. Il punto più alto è il monte Tri Brata (гора Три Брата) con i suoi 651 m.

## Storia
I Nivchi (gli abitanti indigeni di questa località) chiamavano la penisola Mif-tëngr (Миф-тёнгр), "la testa della terra". Su alcune mappe inglesi e giapponesi, veniva chiamata penisola di Santa Elisabetta. L'ammiraglio Adam Johann von Krusenstern aveva dato i nomi di Mary ed Elizabeth alle punte settentrionali dell'isola il 9 agosto 1805.Il nome definitivo, penisola di Schmidt, le fu assegnato dal geologo N. Tichonovič, nel 1908, in onore del primo geologo che aveva visitato Sachalin: Carl Friedrich Schmidt (1859-1863).